# Anastomosi
L'anastomosi (dal greco anastómōsis: sbocco, imboccatura), in anatomia e biologia, è un collegamento tra due organi cavi (come vasi sanguigni o il tratto intestinale), o tra strutture anatomiche, che normalmente sono divergenti o ramificati.

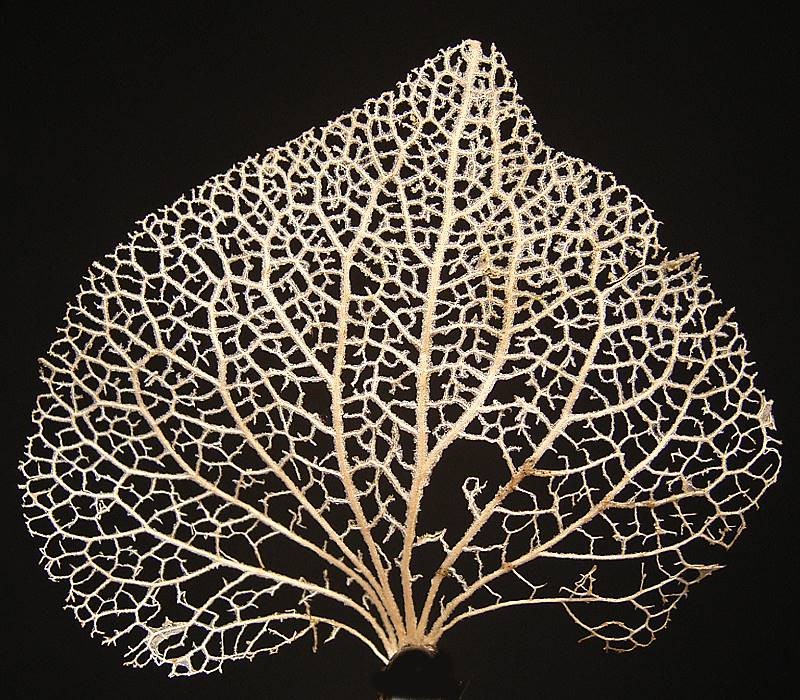
Foglia del genere Hydrangea che evidenzia l'anastomosi dei vasi

## Anatomia
In anatomia l'anastomosi è l'unione, o collegamento, tra due organi o elementi istologici normalmente divergenti: arterie e vene, nervi, fibre connettivali o miocardiche. Tale connessione può essere normale (come il forame ovale nel cuore di un feto) o anormale (come l'ovale pervio nel cuore di un adulto); può essere acquisita (ad esempio una fistola arteriosa) o innata (come lo shunt arterioso di una metarteriola) o naturale (come gli esempi citati) o artificiale (come un'anastomosi chirurgica). Il ripristino di un'anastomosi occlusa è chiamato reanastomosi. Anastomosi anormali, congenite o acquisite, sono indicate come fistole.
L'anastomosi artificiale è un collegamento di organi, cavi o pieni (tratti nel tubo digerente, vene, tendini), realizzato chirurgicamente. Il termine è anche usato impropriamente per indicare un insieme di fibre nervose che escono da un nervo per congiungersi a un altro.

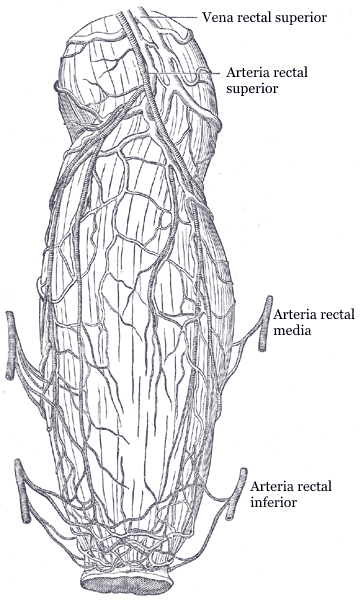
Rete di vasi sanguigni

### Apparato circolatorio
Molte arterie presentano naturalmente anastomosi; ad esempio, l'arteria epigastrica inferiore e l'arteria epigastrica superiore o le arterie comunicanti anteriori e/o posteriori del circolo di Willis nel cervello. L'anastomosi circolatoria viene ulteriormente distinta in arteriosa e venosa. L'anastomosi arteriosa include l'anastomosi effettiva arteriosa (es. arco palmare, arco plantare) e l'anastomosi potenziale arteriosa (es. arterie coronarie o il ramo corticale delle arterie cerebrali). Le anastomosi possono formare anche percorsi alternativi intorno ai capillari in aree che non necessitano di una grande quantità di sangue, contribuendo così a regolare il relativo flusso sistemico. In base alla posizione nel sistema circolatorio si possono classificare in tre gruppi:
- anastomosi veno-venose;
- anastomosi artero-arteriose;
- anastomosi artero-venose.

Le anastomosi porto-cavali sono collegamenti fra una vena della circolazione portale e una vena della circolazione sistemica; in tal caso il sangue può bypassare il fegato in pazienti con ipertensione portale.

#### Anastomosi veno-venose
Fistole che mettono in comunicazione due vene. L'esempio classico è quello delle anastomosi che mettono in comunicazione tra loro la grande e la piccola safena. La funzione di questi canali è migliorare sia la ripartizione della pressione idrostatica del sangue tra le valvole dei due complessi venosi sia la propagazione della spinta che i muscoli ossei forniscono al sangue delle safene interne con la loro contrazione per aiutarlo nella sua risalita verso il cuore.

#### Anastomosi artero-arteriose
Fistole che mettono in comunicazione due arterie. L'intestino tenue è irrorato grazie a una rete anastomotica che garantisce il continuo e costante flusso di sangue anche in caso di occlusione parziale o totale di un'arteria. Nella circolazione fetale è molto importante il canale anastomotico del Botallo, che mette in comunicazione l'arteria polmonare con l'aorta per deviare il flusso sanguigno dalla circolazione polmonare (pressoché assente) a quella sistemica.

#### Anastomosi artero-venose
Si tratta di fistole che mettono in comunicazione un'arteria con una vena. L'afflusso di sangue ai capillari sottocutanei, ad esempio, è regolato da anastomosi più profonde dotate di dispositivi sfinteriali che si aprono quando la temperatura corporea tende a essere alta, per favorire la dispersione di calore, e si chiudono quando è troppo bassa. In questo modo il sangue passa o non passa in superficie ed evita o favorisce il trattenimento di calore.

## Anastomosi chirurgiche
Si parla di anastomosi chirurgica quando un segmento di intestino, vaso sanguigno o qualsiasi altra struttura o organo sono collegati artificialmente e intenzionalmente insieme. Gli esempi includono l'anastomosi intestinale, la ricostruzione esofago-digiunale su ansa a Y secondo Roux o l'ureterouterostomia. L'anastomosi può essere effettuata a mano o con un dispositivo di assistenza. Tecniche chirurgiche anastomizzanti includono sistemi di pinzatura lineare, sutura manuale, anastomosi end-to-end (EEA). Sono stati condotti diversi studi sulle migliori tecniche di esecuzione chirurgica confrontando i diversi approcci tenendo conto di "tempo e costi, sanguinamento post-operatorio, perdite e stenosi".

## Anastomosi patologiche
Anastomosi patologiche possono presentarsi anche a causa di traumi o malattie e possono coinvolgere sia l'apparato circolatorio sia l'apparato digerente; in questo possono anche essere sotto forma di fistole.

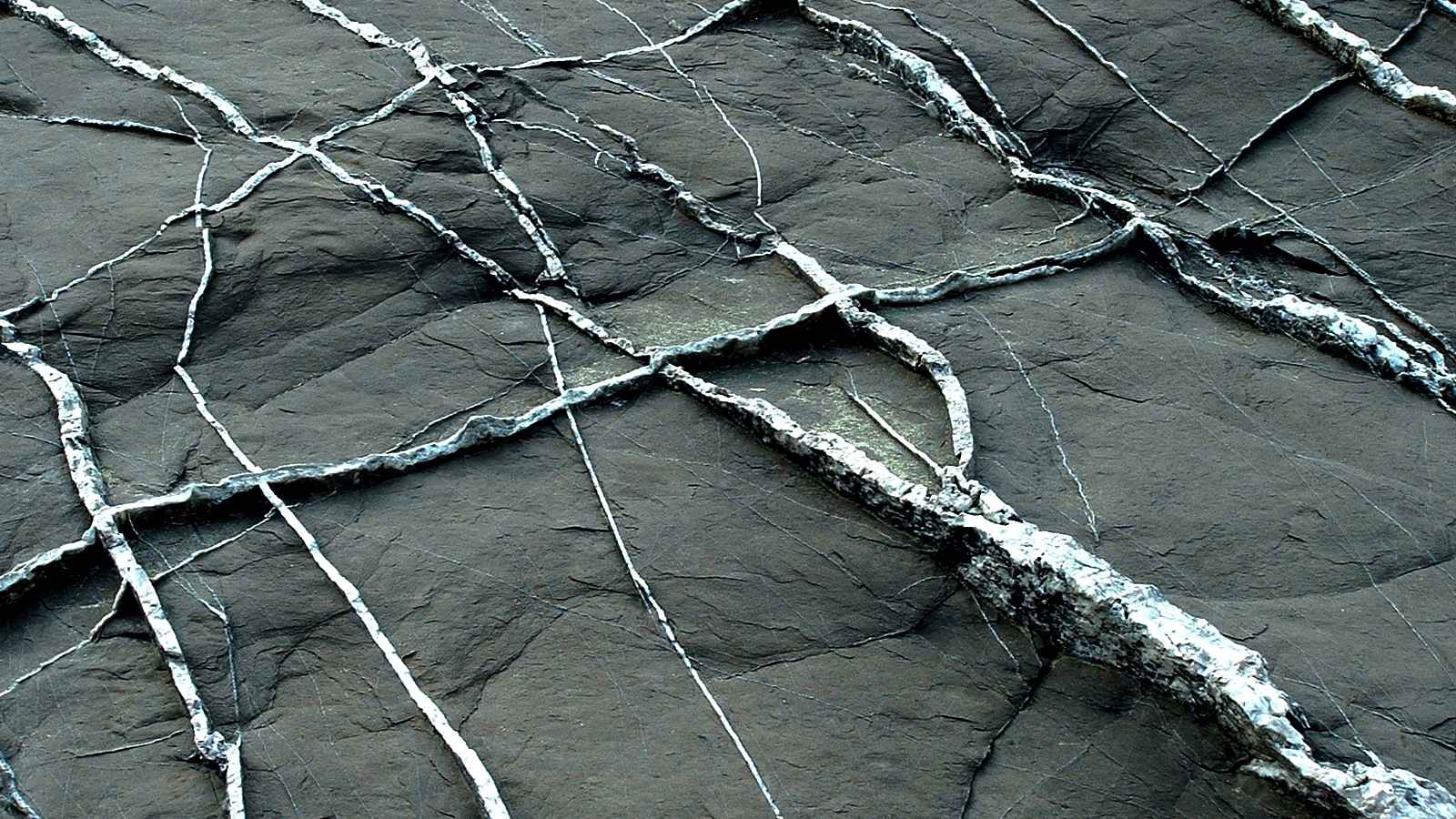
Vene cristalline anastomizzate su matrice rocciosa presso Imperia (Liguria, Italia)